# Deuterolabops eupitheciae
Deuterolabops eupitheciae là một loài tò vò trong họ Ichneumonidae.